# Chytranthus cauliflorus
Chytranthus cauliflorus är en kinesträdsväxtart som först beskrevs av Hutch. & Dalz., och fick sitt nu gällande namn av Gerald Ernest Wickens. Chytranthus cauliflorus ingår i släktet Chytranthus och familjen kinesträdsväxter. Inga underarter finns listade i Catalogue of Life.